# Émilie Carles
Pour les articles homonymes, voir Carles.
Émilie Carles, née Émilie Allais le 29 mai 1900 à Val-des-Prés près de Briançon (Hautes-Alpes) et morte le 29 juillet 1979  à Val-des-Prés, est une institutrice et femme de lettres française.
Elle est l'auteur du récit autobiographique Une soupe aux herbes sauvages (1977, traduit en plusieurs langues) puis du livre posthume Mes rubans de la Saint-Claude (1982).
Sa vie est une succession de joies, de peines, de travaux, d’efforts pour aider sa famille, protéger son cadre de vie et mener une existence conforme à son idéal libertaire et pacifiste.

## Biographie
Émilie Carles est née dans une famille de petits cultivateurs dans un village montagnard. Elle avait cinq frères et sœurs. L’exploitation de la ferme exigeait beaucoup de travail  pour une mince quantité de productions. Sa mère mourut à l'âge de trente-six ans, en travaillant, foudroyée dans un champ lors de l’été 1904. Émilie avait quatre ans. Rapidement ses journées furent remplies doublement : à l’école pour apprendre, à l’étable et dans les champs pour participer aux travaux de la famille. Elle avait un projet : devenir institutrice. Elle a écrit :
« J’aimais aller à l’école, j’aimais l’étude, j’aimais lire, écrire, apprendre. Dès que je suis allée à l’école, je me suis sentie chez moi et c’est là que je me suis épanouie. »
Elle fut la seule de la famille à poursuivre des études. En 1916, elle partit à Paris pour continuer à étudier et acquérir son diplôme d’institutrice. Elle y découvrit le milieu des pacifistes et des anarchistes et fut sensible à leurs idées.
Mais quelques années plus tard elle fut atteinte de tuberculose et dut revenir  vivre à l’air pur de ses chères montagnes. Elle enseigna alors dans différentes écoles et vécut  dans des conditions matérielles rudimentaires. Les récits de ses frères, mobilisés sur le front de la guerre 1914-1918  et ses relations durables avec les mouvements anarchistes parisiens la convainquirent de l’absurdité des guerres et de la nécessité d’agir pour construire un monde meilleur. 
En 1927, elle rencontra Jean Carles, son futur compagnon. Il était libertaire, pacifiste et libre-penseur. Après la Première Guerre mondiale, Jean avait refusé ses médailles militaires et sa pension d’ancien combattant. Tous deux menèrent une vie militante de combats pour leurs idéaux. 
En 1936, le gouvernement français du Front populaire créa les premiers congés payés pour les salariés. Dans leur village de Val-des-Prés, Jean et Émilie ouvrirent une auberge, utilisant les vastes bâtiments de leur ferme.  Ils y reçurent leurs camarades citadins, heureux de les faire profiter  de la pureté de l’air montagnard et de la beauté de l’environnement. Les discussions étaient passionnées. Mais cette clientèle n’était pas riche : le plus souvent le salaire de l’institutrice servait à équilibrer les comptes. 
Au début de la guerre de 1939-1945, leur fillette jouant dans la rue  fut écrasée, par un camion d’un convoi militaire traversant le village, à l'âge de six ans. Pendant l’occupation allemande, Jean dut s’enfuir et se réfugier dans un camp de maquisards : il avait appris qu’il était en tête d’une liste d’éventuels otages établie par la Préfecture à la demande des occupants. Il quitta le camp volontairement quelques semaines avant la libération sans se douter qu’il échappait de peu à la mort, le camp étant destiné à être rasé par les Allemands deux jours après son départ. Il mourut en 1962 épuisé par ses longues luttes.
Émilie Carles a fait don de son corps à la science. 

## Protection de la vallée de la Clarée
Dans les années 1970, il était question d’un grand projet de voie rapide passant par la vallée de la Clarée, voie rapide de Fos-sur-Mer Marseille  à Turin (Italie). Émilie Carles craignant qu’une telle voie rapide ne devienne une autoroute, source de gêne, de pollution et dommages à la nature dans ce remarquable environnement, travailla à créer une association de protection de la vallée avec de simples slogans comme «  Des moutons, pas des camions ! » « La vallée de la Clarée aux paysans ! » « Laissez les montagnards tranquilles ! ».
Suivirent des affiches, des tracts, des pétitions, des audiences à la préfecture. Le 13 août 1974, Émilie Carles était à la tête d’une manifestation à Briançon. Elle avait réussi à y réunir 13 tracteurs et 300 manifestants, venus de leurs villages malgré les heures de travail perdues en pleine saison de fenaison. En octobre 1975, une conférence de presse eut lieu à Paris. Ce fut un nouveau succès pour le mouvement. Émilie Carles répondit avec spontanéité et pertinence aux questions des journalistes. Elle expliqua la situation des petits cultivateurs, affirma le devoir absolu de protéger la nature dans cette vallée. Peu à peu, la protestation progressa, fit son chemin dans les milieux concernés.  La protestation est appuyée par la ville de Bardonnèche qui craint d'être noyée sous le flot d'un million de véhicules par le tunnel du Fréjus et s'inquiète également du projet en Clarée, qui serait traversée par six cent mille véhicules par an. Le projet de voie rapide (éventuelle future autoroute) fut abandonné et priorité donnée à la protection des champs, des fermes, à la pureté de l’air, à la beauté de la nature. En juillet 1992, le classement de deux communes de la vallée de la Clarée était acquis : Névache et Val-des-Prés. Deux autres communes de la vallée voisine (vallée de la Guisane) ont aussi été classées : Mônetiers-les-Bains, La Salle-les-Alpes. Dès lors la vallée était protégée contre les projets risquant de la dénaturer gravement.
Plus tardivement c'est le classement en Natura 2000 de l'ensemble de la vallée de la Clarée qui s'est concrétisé dans un document d'objectif  « CLARÉE » DH / FR9301999. 
Pour la vallée de la Guisane, plus artificialisée en raison de la présence de la station de ski de Serre Chevalier, ce n'est qu'une partie de celle-ci qui a pu intégrer le réseau N2000 avec une troisième commune concernée : Saint-Chaffrey.

## Une soupe aux herbes sauvages
Dans son livre autobiographique, Émilie Carles parle non seulement de sa vie, mais aussi avec sensibilité et humanité de la vie des montagnards. Elle détaille longuement les petits faits qui témoignent bien de la difficulté de vivre dans cette région. Elle décrit les travaux quotidiens et les améliorations apportées par le progrès aux villages éloignés. Institutrice, elle est en contact permanent avec ce milieu populaire dont elle est issue. Son récit est un témoignage remarquable sur la vie des familles de paysans dans les Hautes-Alpes pendant l’entre-deux-guerres : premiers poêles à charbon, raccordement au réseau électrique, amélioration de l’équipement ménager. La possibilité d’améliorer le confort quotidien dépend des récoltes, de la santé du bétail. Elle raconte aussi les longues veillées d’hiver et l’entraide nécessaire dans les moments difficiles. À l’école, elle s’efforce de travailler dans la ligne de son idéal. Elle tient à ce que ses élèves développent leurs propres talents, aiment l’étude et respectent les valeurs morales : solidarité, respect d’autrui, responsabilité individuelle. Elle décrit avec enthousiasme son espoir de voir le monde devenir meilleur et appliquer  de nouvelles valeurs morales. 
Son livre reçut un grand succès et devint le sujet d’un téléfilm en deux épisodes de 90 minutes, adapté par Michèle Letellier, et réalisé en 1997 par Alain Bonnot avec Annie Girardot dans le rôle de l’institutrice retraitée.
Au début de l'année 1978, Émilie Carles avait été invitée pour le succès d'audience de son livre, publié aux éditions Jean-Claude Simoën à l'émission littéraire Apostrophes.

## Mes rubans de la Saint-Claude
Paru en 1982, avec titre en rapport avec l'Église Saint-Claude de Val-des-Prés au hameau du Serre.